# ESO 461-36
ESO 461-36 (KK 246) – bardzo ciemna galaktyka karłowata położona w Pustce Lokalnej (ang. Local Void) – pustym rejonie przestrzeni kosmicznej o promieniu przynajmniej 23 milionów parseków. Jej położenie jest niezwykłe, większość znanych galaktyk występuje w większych gromadach, ale jak dotąd nie udało się odkryć żadnej innej galaktyki w odległości do 10 milionów lat świetlnych od ESO 461-36.